# Пролаз Козјак
Пролаз Козјак је мореуз између острва Лошињ и Козјак.
Пружа се у правцу југозапад - североисток. Са северозападне стране га затвара острво Лошињ, а острво Козјак са југоисточне стране. У пролаз се може упловити са југозападне стране из Иловичких врата, односно са североисточне стране из правца острвцета Веле Орјуле.